# واترفال گولی، استرالیای جنوبی

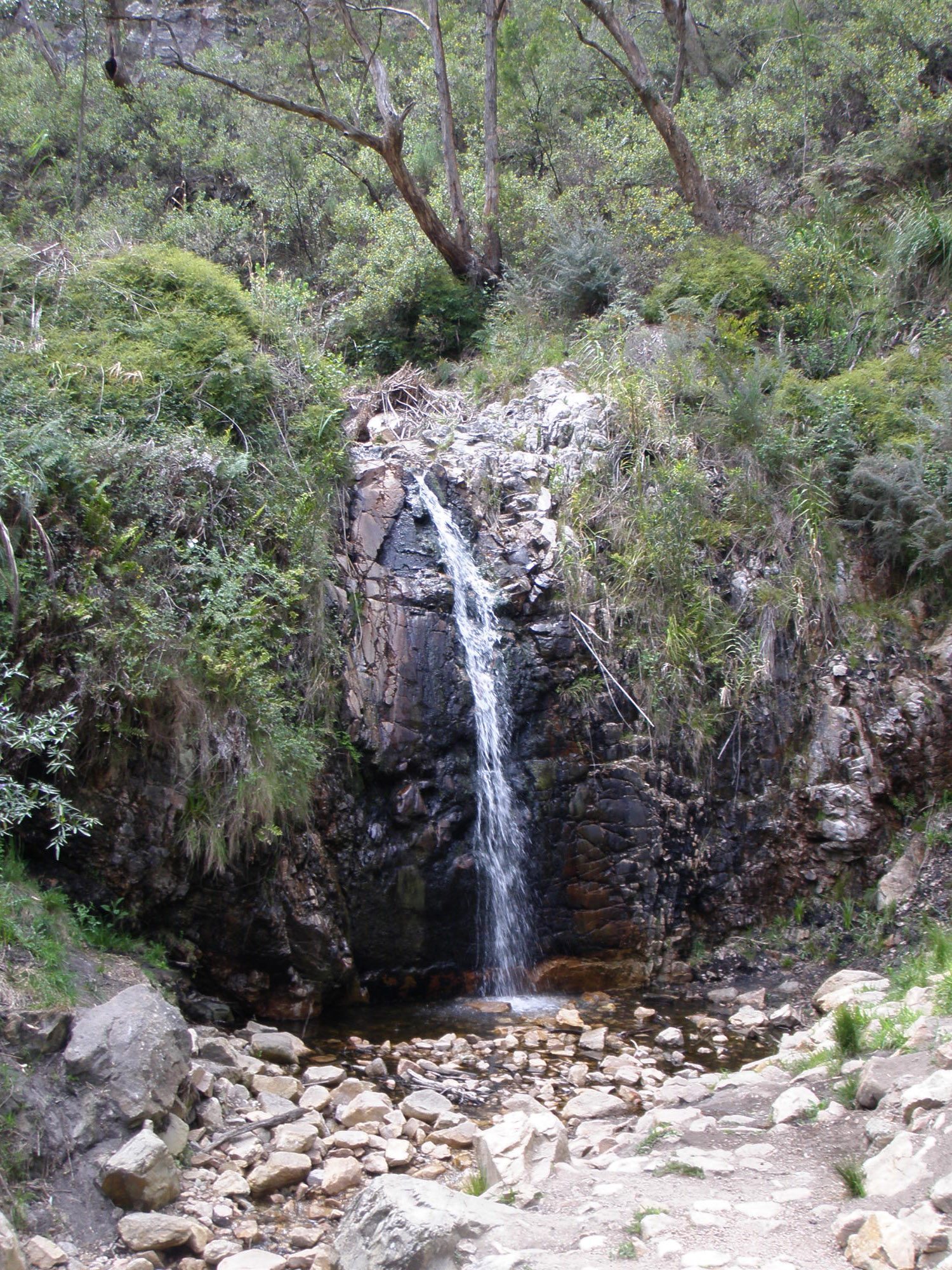
واترفال گولی، استرالیای جنوبی

واترفال گولی (به انگلیسی: Waterfall Gully) یک حومه شهر در استرالیا است که در City of Burnside واقع شده‌است.